# Double meurtre de Montigny-lès-Metz
Le double meurtre de Montigny-lès-Metz est une affaire criminelle concernant l'homicide, en 1986, de deux enfants à Montigny-lès-Metz, en Moselle. Patrick Dils, seize ans au moment des faits, a été condamné pour ce meurtre, puis innocenté et enfin reconnu victime d'une erreur judiciaire. Le 17 mai 2017, Francis Heaulme est condamné à la réclusion criminelle à perpétuité pour ce meurtre.

## Faits
Le 28 septembre 1986 vers 17 heures, deux garçons de Montigny-lès-Metz, Cyril Beining et Alexandre Beckrich, nés en 1978, sont partis faire du vélo le long d'une voie de garage de la SNCF où stationnent quelques wagons de marchandises. Ils ont en effet l'habitude de jouer sur les talus de la rue Venizélos ou fouiller dans les bennes longeant cette voie désaffectée située à quelques centaines de mètres de leurs domiciles. À 18 heures, ils ne sont toujours pas rentrés à la maison, ce qui inquiète leurs parents qui partent à leur recherche, en vain. À 19 h 10, les parents alertent les pompiers et la police.
À 19 h 30, un policier découvre leurs corps inertes, allongés sur le ballast entre deux wagons. Leurs crânes ont été fracassés à coups de pierres. Ils n'ont subi aucune violence sexuelle, mais le pantalon d'Alexandre est baissé à mi-cuisses et la tête de Cyril est enfoncée d'une dizaine de centimètres dans le ballast, ce qui révèle une rare sauvagerie.

## Enquête
L'enquête dirigée par l’équipe de l'inspecteur Bernard Varlet s'oriente autour de plusieurs suspects, dont Patrick Dils, alors apprenti cuisinier et âgé de 16 ans. Une personne jugée digne de foi par le chef d'enquête lui a suggéré de s'intéresser à Patrick Dils, qui habite la même rue que les deux victimes. Il est placé en garde à vue le 1er octobre 1986, la veille des obsèques des enfants. Dils n'a aucun mobile et dispose d'un alibi solide. Le jour du crime, au retour du week-end passé dans leur maison de campagne à Dainville, la famille est rentrée à Montigny-lès-Metz à 18 h 45, soit trois quarts d'heures après l'heure du crime déterminée par le légiste. Il est réentendu le 17 décembre, sans plus de succès. Dans une émotion populaire grandissante, les enquêteurs poursuivent leurs investigations. 500 personnes sont interrogées. Deux suspects (deux manutentionnaires Claude Grabot et Henri Leclaire) avouent les faits en garde à vue. Ils sont considérés comme des affabulateurs par les enquêteurs ; leurs témoignages sont donc rejetés et ils sont relâchés.

## Patrick Dils
Sept mois plus tard, alors que l’enquête piétine, Dils est à nouveau interrogé sur la foi du témoignage d'un couple résidant à 200 mètres du lieu du crime et qui affirme avoir entendu des pleurs d’enfants vers 18 h 55. Celui-ci explique alors s'être rendu dans la benne à ordure d'une entreprise proche pour y chercher des timbres-poste, ce qu'il avait l'habitude de faire, et être rentré chez lui à 19 heures. Après 36 heures de garde à vue, il reconnaît le crime, est inculpé d'homicides volontaires le 30 avril 1987 et écroué. Il admet à nouveau les faits au cours de la reconstitution le 7 mai 1987. Le 30 mai, il se rétracte dans une lettre envoyée à son avocat qui la transmet au juge d'instruction, Mireille-Agnès Maubert. Le 27 janvier 1989, la cour d'assises des mineurs de la Moselle condamne à la réclusion criminelle à perpétuité pour meurtre cet homme désormais âgé d'un peu plus de 18 ans. Fait rarissime, la cour lui refuse l'excuse de minorité, souvent accordée aux jeunes criminels, ce qui fait de lui le plus jeune condamné de France à subir cette peine, la plus lourde depuis l'abolition de la peine de mort.
Son avocat demande la révision de son procès, dénonçant les incohérences du dossier (alibi solide des horaires, absence de mobile). À deux reprises, la commission de révision des condamnations pénales de la Cour de Cassation la refuse. En 1994, une demande de grâce présidentielle est rejetée. En 1998, son avocat dépose une nouvelle requête en révision après avoir appris que le tueur en série Francis Heaulme travaillait près des lieux du crime au moment des faits, ce qui constitue un « fait nouveau de nature à faire naître un doute sur la culpabilité du condamné ». En 1999, la commission accepte de soumettre le dossier à la chambre criminelle de la Cour de Cassation (statuant comme cour de révision) qui ordonne un supplément d'instruction le 28 juin 2000. Le 30 novembre 2000, la Cour de révision des condamnations pénales annule la condamnation à la réclusion criminelle à perpétuité de Patrick Dils mais refuse de le remettre en liberté en attendant un nouveau jugement devant la cour d'assises pour mineurs de la Marne, bien qu'il soit désormais âgé de 31 ans. Le 20 juin 2001 s'ouvre un nouveau procès à huis clos[réf. nécessaire] devant la cour d'assises des mineurs de Reims. Dils raconte notamment son calvaire de détenu à la prison de Toul, les viols dont il a été victime, les sévices et les brimades que l'on fait subir aux accusés d'infanticide. Le 29 juin, bien que l'avocat général ait requis l'acquittement, il est reconnu coupable et sa condamnation à la prison à perpétuité devient une peine de 25 ans de réclusion criminelle.
En appel devant la cour d'assises des mineurs du Rhône à Lyon, le procès en séance publique s'ouvre le 8 avril 2002. Dils explique pourquoi il a réitéré ses aveux concordants avec des éléments matériels à six reprises avant de se rétracter définitivement, précisant qu'il a subi des pressions psychologiques lors des interrogatoires précédant les aveux extorqués à un jeune homme influençable. La gendarmerie produit des preuves démontrant que Patrick Dils n'a pas eu le temps de commettre ce crime : les enfants sont morts vers 17 heures alors que Patrick Dils n'est rentré chez lui que vers 18 h 45. Le 24 avril 2002, son innocence est reconnue et il est libéré ; il aura passé près de quinze ans en prison.
Cette révision est assez controversée et il y a encore des personnes qui sont convaincues que Patrick Dils était bien l'auteur de ces meurtres. Pour elles, la précision de ses premiers aveux demeure inexplicable et, même si la proximité géographique de Francis Heaulme à cette période est troublante, elle ne leur apparaît que comme une coïncidence malheureuse.

## Procès de Francis Heaulme
Tueur en série, Francis Heaulme travaillait depuis trois jours comme manœuvre pour l'entreprise CTBE Lorraine, une entreprise située à 400 m des lieux du crime au moment des faits. C'est le gendarme Abgrall qui fait le rapprochement entre lui et l'affaire de Montigny, Francis Heaulme lui ayant décrit les lieux et les actes, après la première condamnation de Patrick Dils.
Le 31 mars 2014, 28 ans après les faits, s'ouvre un nouveau procès de l'affaire en assises, avec Francis Heaulme seul sur le banc des accusés, qui se dit innocent.
Au premier jour, Henri Leclaire, un temps soupçonné avant d'être laissé libre par les enquêteurs, est placé sur la scène du crime par de nouveaux témoins. Heaulme lui-même l'accuse : « J’ai vu Henri Leclaire qui descendait du talus. Il avait du sang sur le T-shirt, le pantalon ». Les déclarations contradictoires de Leclaire à la barre du tribunal mènent à un report du procès au bout de deux jours pour un supplément d'information.
Francis Heaulme est jugé du 25 avril au 17 mai 2017, par la cour d'assises de la Moselle, pour le double meurtre des deux enfants à Montigny-lès-Metz en 1986,. Au deuxième jour du procès, le 26 avril 2017, la cour entend Patrick Dils qui témoigne durant plus de deux heures trente par visiophonie,. L’un des trois avocats de Francis Heaulme lui demande de revenir témoigner physiquement devant la cour et non plus seulement par visiophonie « C'est quand même vos aveux qui ont mis les parties civiles dans cette situation, vous ne pensez pas que vous devez des explications aux familles ? »,.
Le 17 mai 2017 la cour d'assises de la Moselle siégeant à Metz condamne Francis Heaulme à la réclusion criminelle à perpétuité pour les meurtres de Cyril Beining et Alexandre Beckrich,. Francis Heaulme, détenu depuis vingt-cinq ans et déjà sous le coup d’une double peine de réclusion criminelle à perpétuité, est condamné à passer le reste de ses jours en prison. Au lendemain du verdict son avocate Me Liliane Glock annonce avoir déposé la demande d’appel de sa condamnation, un nouveau procès a donc lieu du 4 au 21 décembre 2018 à la cour d'assises d'appel de Versailles.
Le 21 décembre 2018, la cour d'assises des Yvelines siégeant à Versailles le condamne en appel à la réclusion criminelle à perpétuité, confirmant la peine prononcée en première instance . Le 17 juin 2020, après le rejet de son pourvoi par la Cour de cassation, il est définitivement condamné à la réclusion à perpétuité.

## Henri Leclaire
« Henri Leclaire » redirige ici. Pour l’article homophone, voir Henri Leclerc.
Durant la première enquête, Henri Leclaire, un manutentionnaire des établissements Le Lorrain, une imprimerie située juste en face des lieux du crime, qui était chargé de surveiller les bennes dans lesquelles sont jetés les papiers recyclés, avoue les faits le 10 décembre 1986 avant de se rétracter.
À la suite des révélations du procès de mars 2014, il est mis en examen le 5 août 2014 et placé sous contrôle judiciaire. En mars 2015, une requête en annulation de sa mise en examen est rejetée. Il est mis hors de cause le 7 juillet 2016 par la chambre de l’instruction qui lui accorde un non-lieu, validé par la Cour de cassation le 10 janvier 2017.